# Fulmer Falls
Fulmer Falls è la seconda cascata situata nel George W. Childs Recreation Site. Le cascate si trovano presso la Factory Falls e sfociano lungo il monte dove sfocia la cascata Deer Leap Falls.